# Erik Otto von Otter

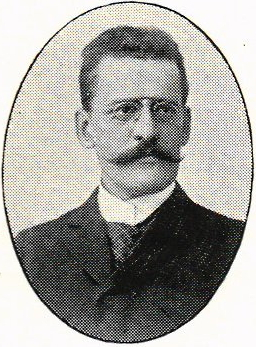
Erik von Otter.

Erik Otto von Otter (under en tid Gyllensvaan), född den 28 juni 1857 i Gränna landsförsamling, Jönköpings län, död den 22 oktober 1931 i Gränna, var en svensk friherre och jurist. Han var son till Carl von Otter och i äktenskap med Augusta von Otter far till Rolf Gyllensvaan.
von Otter blev student vid Uppsala universitet 1877 och avlade examen till rättegångsverken 1882. Han blev vice häradshövding 1884 och amanuens i Sjöförsvarsdepartementet samma år. von Otter tjänstgjorde sedan i Svea hovrätt, där han blev tillförordnad fiskal 1886, adjungerad ledamot 1888, ordinarie fiskal 1890, assessor 1891, hovrättsråd 1901 och divisionsordförande 1910. Efter att en längre tid ha åtnjutit tjänstledighet beviljades han 1913 avsked. Åren 1899–1925 innehade von Otter på grund av gifte Västanå fideikommiss vid Gränna och bar då namnet Gyllensvaan. År 1921 blev han rådman i Gränna. von Otter blev riddare av Nordstjärneorden 1901.